# Donecle
Donecle est une startup toulousaine qui développe un système d'inspection d'avions grâce à des drones automatisés. La société propose un drone ou un essaim de drones capables de se localiser par rapport à l'avion et d'inspecter visuellement la surface externe.
La navigation autonome des drones est basée sur la technologie de positionnement laser. Les drones prennent des photos de l'avion avec des caméras haute résolution. Des algorithmes de traitement d'image et d'apprentissage automatique analysent les images. Le système fournit ensuite un diagnostic de la surface de l'avion à un inspecteur qualifié, qui examine les images et valide ou réfute l'analyse fournie.
Récompensée par plusieurs prix et distinctions, la société noue des partenariats avec des compagnies aériennes comme Air France Industries-KLM et des constructeurs aéronautiques comme Dassault Aviation. L'entreprise est un des acteurs de la robotisation de la maintenance aéronautique.

## Historique

### Contexte et création

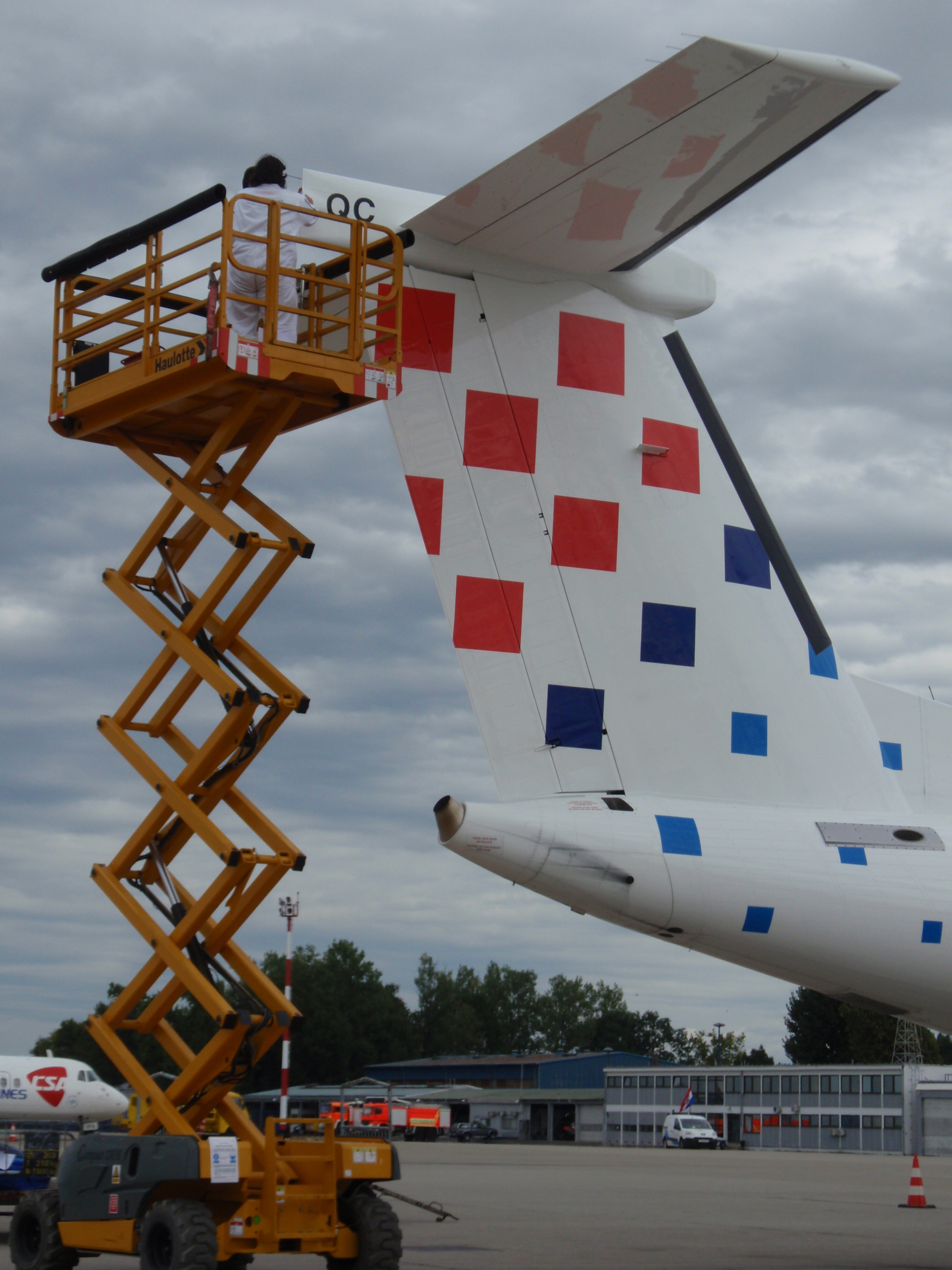
Les drones simplifient l'examen des parties hautes comme l'empennage illustré dans la photographie.

En 2015, la flotte mondiale d'avions de ligne comporte environ 21 600 appareils. Selon les prévisions économiques des estimateurs, elle doit doubler sur les vingt prochaines années, entraînant une augmentation des activités de la maintenance aéronautique. Ce secteur connait une croissance annuelle supérieure à 4 %. Les compagnies aériennes cherchent à réduire leurs coûts et subissent une rentabilité structurellement faible (marges nettes d'environ 2,5 %). Une piste d'économies est de réduire les charges de maintenance, qui représentent 15 % de leurs coûts opérationnels.
Les constructeurs aéronautiques, comme Airbus, Boeing et ATR, et les organismes de certification, comme la federal aviation administration (FAA) et l'agence européenne de la sécurité aérienne (EASA), requièrent des inspections visuelles régulières de l'intégralité de la surface externe des aéronefs afin d’évaluer l'état de leurs structures. Environ 80 % des inspections sont visuelles. Tout avion est inspecté visuellement avant chaque vol, dans le cadre d’opérations de maintenance planifiée régulières et après des événements imprévus tels qu’un impact foudre, un orage de grêle ou d'autres dommages externes. Une des solutions envisagées pour réduire les coûts est la robotisation de la maintenance aéronautique et de ses inspections visuelles.
En janvier 2013, le projet français de recherche et développement Air-Cobot débute et a pour but de développer un robot mobile collaboratif capable d'inspecter un avion durant les opérations de maintenance. Porté par le groupe Akka Technologies, ce projet multi-partenaires fait intervenir des laboratoires de recherche et des industriels dont Airbus,. En 2014, en partenariat avec le Bristol Robotics Laboratory, la compagnie aérienne britannique easyJet s'intéresse aux drones téléguidés pour améliorer le temps d'inspection des fuselages de ses avions,.
Après treize ans comme ingénieur dans les bureaux d'études du constructeur aéronautique européen Airbus sur les avions A400M et A350,, Yann Bruner constate que les rapports d'inspection pour la maintenance sont souvent incomplets pour des raisons diverses comme une photographie manquante, une information manquante ou une écriture manuscrite illisible. Il envisage l'utilisation des drones pour effectuer l'inspection de manière automatique. Il contacte alors Matthieu Claybrough qui est impliqué sur des projets de drones à l'institut supérieur de l'aéronautique et de l'espace (ISAE-SUPAERO). Matthieu Claybrough a travaillé pendant trois ans à la conception de pilotes automatiques d'avions et d'hélicoptères pour Thales Avionics, fournisseur d'équipements et services dans le domaine de l'avionique,. Avec Josselin Bequet et Alban Deruaz-Pepin, ils fondent en septembre 2015 la startup Donecle et développe un système automatique d'inspection d'avions avec un essaim de drones. Cette même année, ils ont présenté leur concept au salon international de l'aéronautique et de l'espace de Paris-Le Bourget de juin,.

### Produit développé

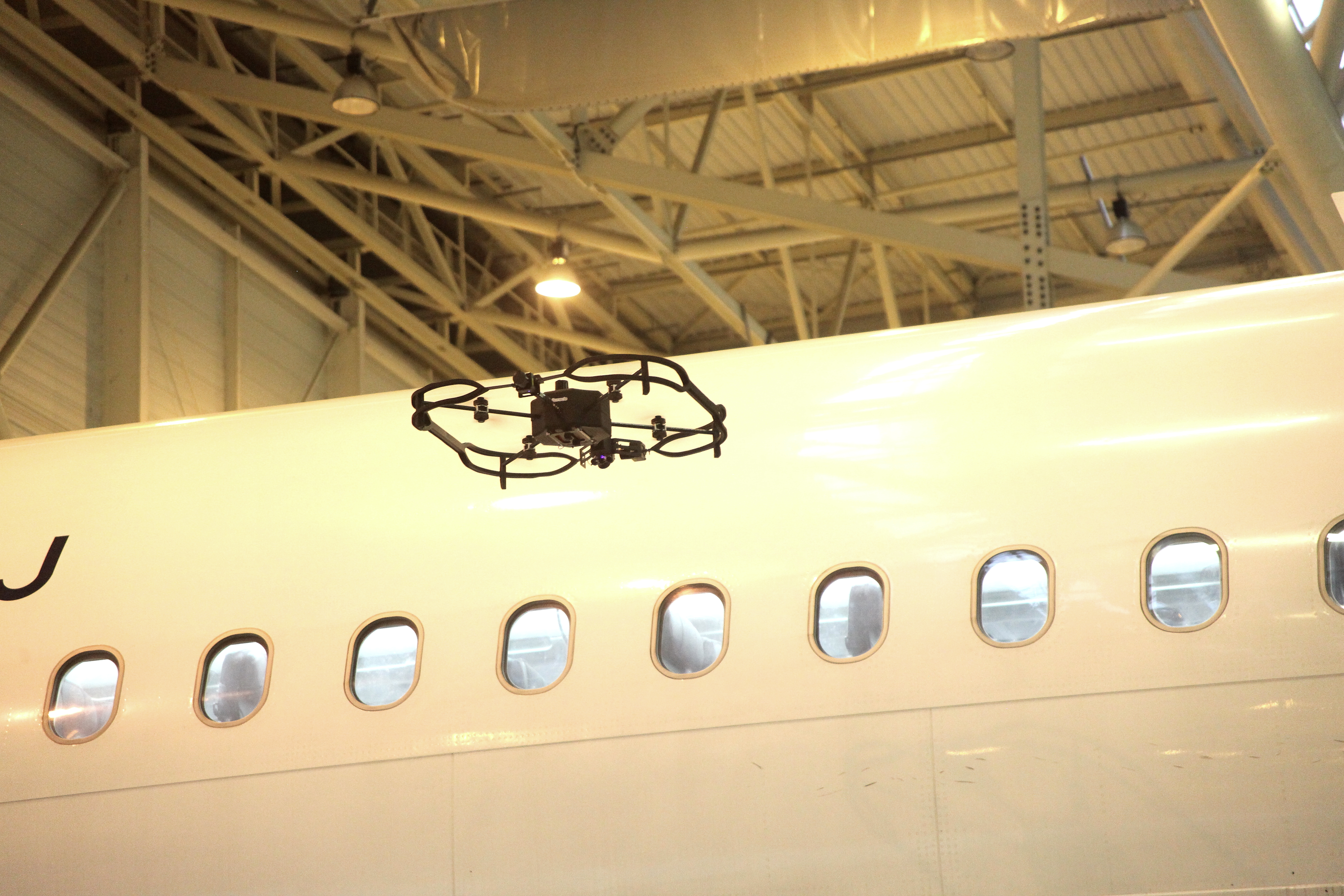
Drone automatisé de Donecle inspectant un avion.

Même si la réglementation et les conditions météorologiques compliquent l'emploi des drones dans l'espace aérien aéroportuaire, Donecle a choisi de développer un produit fonctionnant en intérieur et en extérieur. Habituellement, les drones qui volent de manière autonome en extérieur emploient le système de géolocalisation Global Positioning System (GPS) pour se positionner. Mais cette approche est inenvisageable en intérieur dans un hangar à cause des distorsions du signal dues aux structures métalliques. Pour pouvoir fonctionner dans les deux environnements, la société emploie un système de positionnement laser pour ses drones. Des algorithmes calculent en temps réel la position du drone par rapport à l'avion,.
L'opérateur humain choisit un plan de vol pour l'inspection. Le ou les drones décollent et volent de manière autonome. Les caméras montés sur les drones photographient la surface de l'appareil. Des algorithmes de traitement d'images effectuent la détection de zones d'intérêt sur le fuselage et les classifient en défauts ou non. Un inspecteur qualifié peut alors valider les rapports d'analyse,.
Comparée à une inspection humaine nécessitant l’installation d'échafaudages, l'analyse complète de la surface externe d'un Airbus A320 ou un Boeing 737 avec un essaim de trois drones prend vingt à trente minutes contre huit heures et mobilise une seule personne contre dix à vingt dans l'approche classique,,. Le coût de l'immobilisation d'un appareil est d'environ 10 000 dollars par heure,. Des brevets ont été déposés,,,.

### Premiers succès

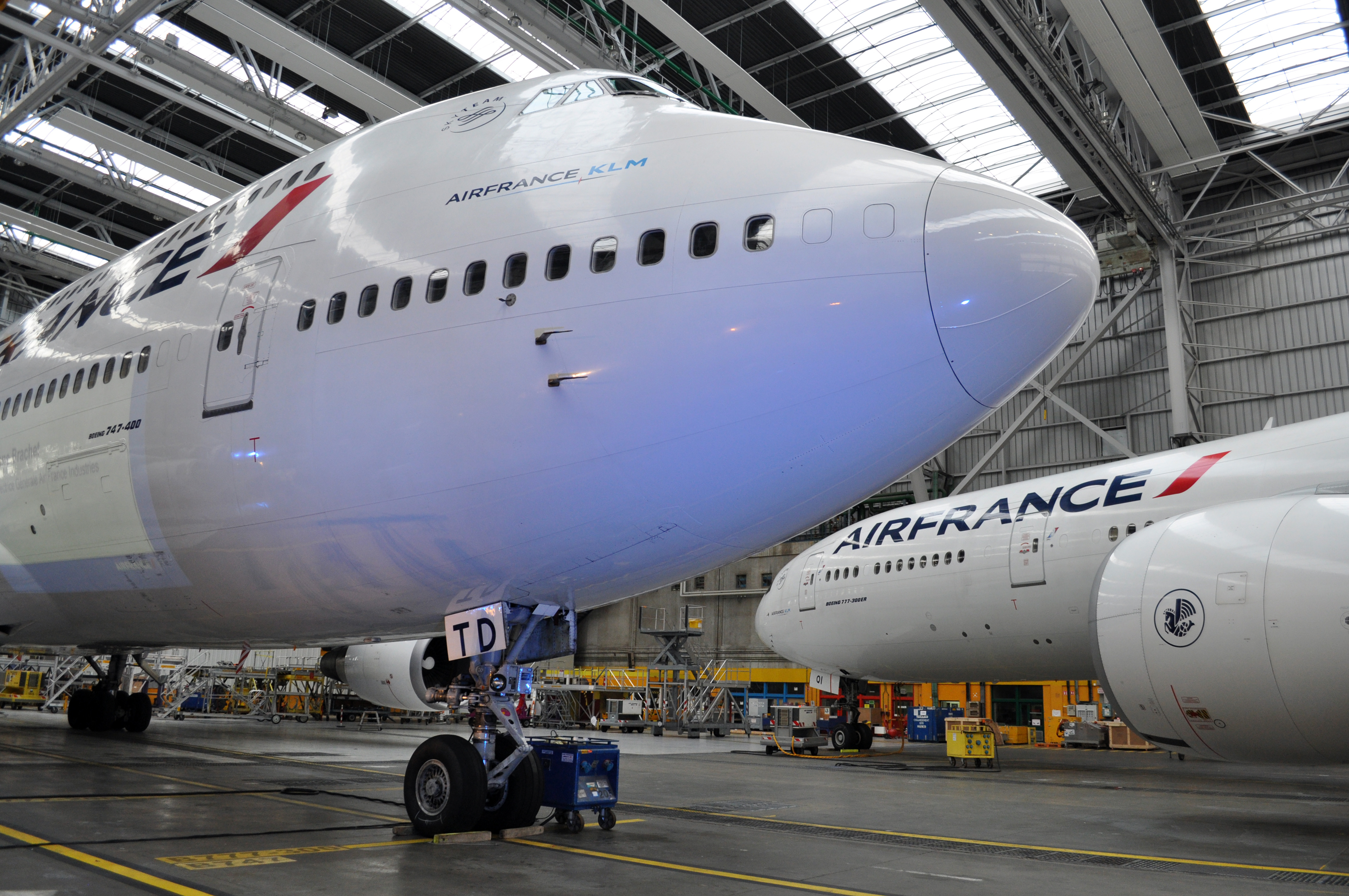
La société Donecle a un partenariat avec le groupe Air France Industries-KLM Engineering and Maintenance.

Le système d'inspection peut être vue comme un ensemble de capteurs mobiles qui rentre dans le domaine de l'internet des objets, en anglais « Internet of Things » (IoT). Dès ses débuts en 2015, Donecle rejoint le Connected Camp, un accélérateur de startup dans ce domaine, présent dans l'IoT Valley de Labège, commune située au sud-est de Toulouse,. Donecle est membre du pôle de compétitivité Aerospace Valley, du cluster Robotics Place et du Hardware Club. En octobre 2016, elle devient membre de Starburst Accelerator, un incubateur destiné aux startups du secteur aéronautique et spatial,.
Durant la même année, la startup remporte plusieurs prix comme le Grand Prix Galaxie, remis par le club toulousain d'entreprises du secteur aéronautique et spatial, du même nom et un trophée de l'innovation dans le cadre d'Aeromart, la convention d'affaires des industries aéronautiques et spatiales,,,.
En 2016, la société annonce un partenariat avec le groupe de maintenance aéronautique franco-néerlandais Air France Industries-KLM Engineering and Maintenance (AFI-KLM E&M),. Cette collaboration fait partie du MRO Lab - Adaptive Innovations, un programme d'AFI KLM E&M destiné à l'innovation. Les drones sont testés sur leurs avions pour vérifier le marquage signalétique et détecter des défauts. Au terme de cette phase d'essais et vérifications, AFI-KLM et Donecle prévoient de déployer ensemble ce système d'inspection sur les bases de maintenance d'AFI-KLM E&M.

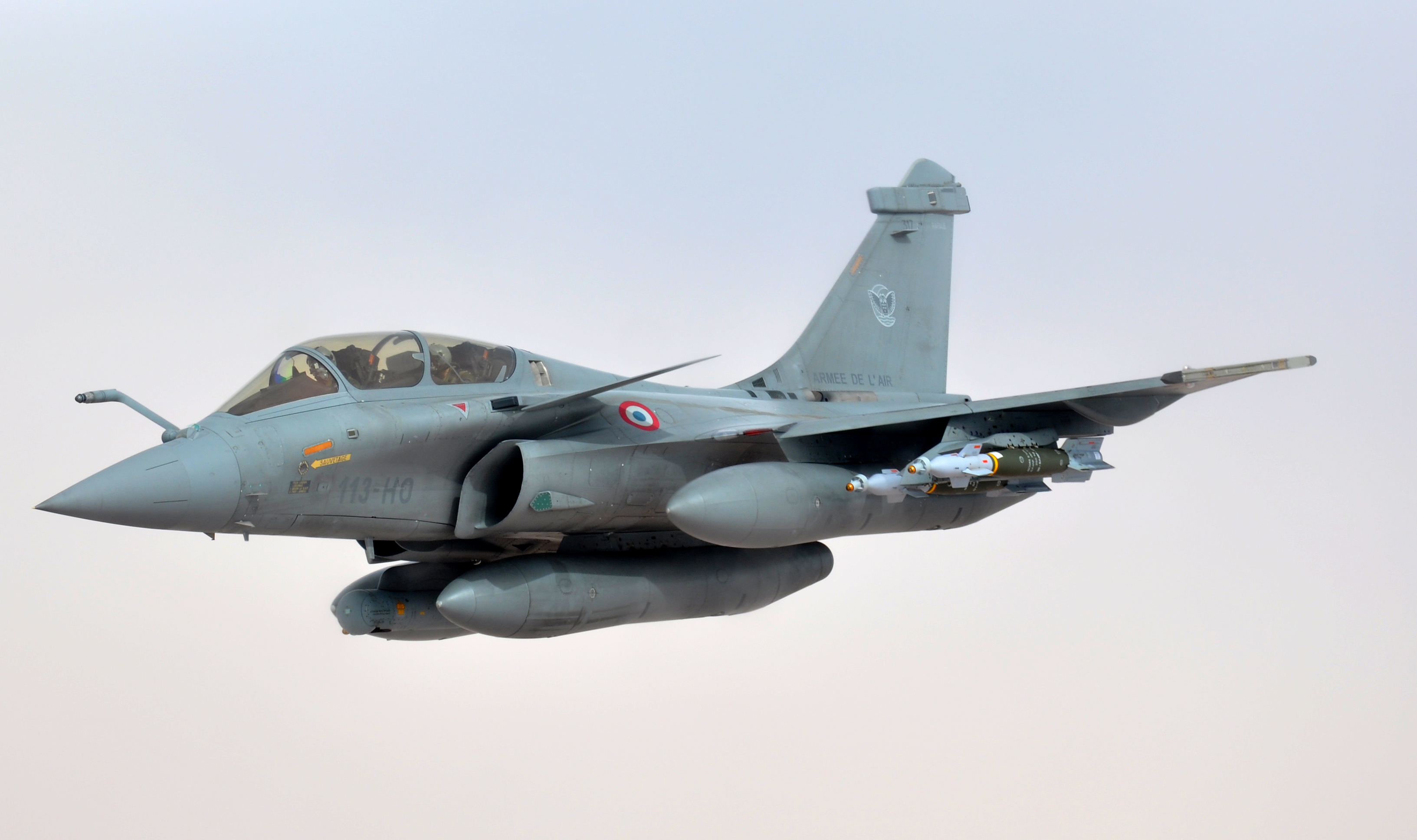
Donecle a démontré sa capacité à inspecter des avions militaires durant le salon ADS Show 2018,.

Fin 2016, DDrone Invest, une société d'investissement contrôlée par l'entreprise française Delta Drone, investit un million d'euros dans la startup Donecle. Avec cette souscription à une augmentation de capital réservée, la société devient actionnaire aux côtés des fondateurs,. Lors du salon international de l'aéronautique et de l'espace de Paris-Le Bourget de 2017, la startup annonce qu'elle commence à signer ses premiers contrats avec les compagnies aériennes et prévoit un déploiement commercial pour la fin de l'année. Durant l'année, la startup prévoit d'augmenter ses effectifs et souhaite attirer des clients à l'international,.
Durant l'ADS Show 2018, salon professionnel sur la maintenance aéronautique et de défense, Donecle a réalisé une inspection par drone du Dassault Rafale, l'avion militaire multirôle,. Dans le futur, la société toulousaine veut également proposer d'autres types d'inspection comme le contrôle qualité de la pose de la peinture extérieure ou l'évaluation de la corrosion. Des pistes de diversification en inspection pour la maintenance hors aéronautique sont envisagées, notamment dans le ferroviaire, l'industrie navale ou les parcs éoliens,.

## Technologies

### Navigation autonome

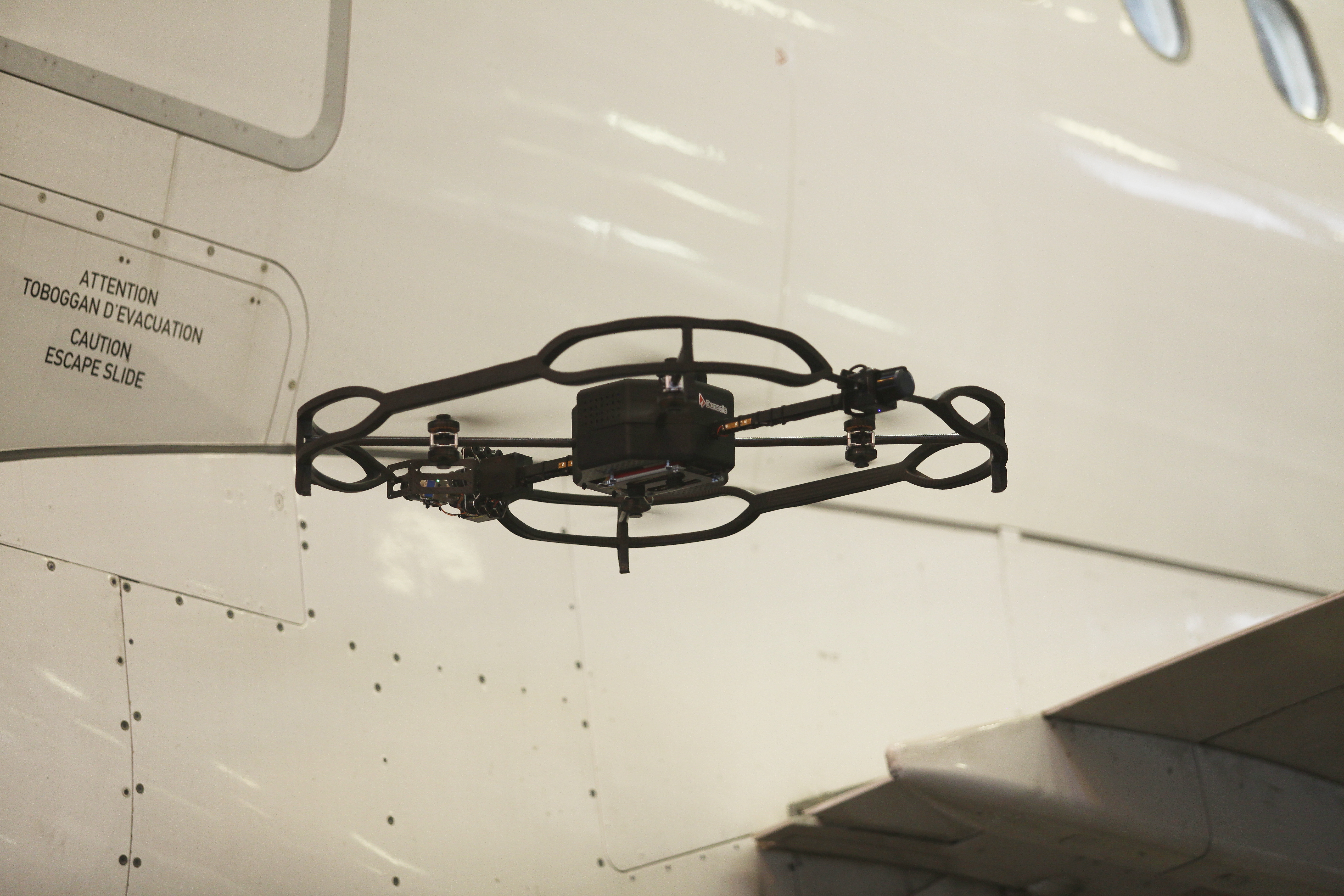
Drone automatisé de Donecle inspectant un avion.

Le drone Donecle est un octocoptère coaxial push-pull. Les drones se positionnent par rapport à l'avion qu'ils doivent inspecter en employant une technique de positionnement laser. Cela leur permet d'évoluer dans des sites couverts comme des hangars sans avoir besoin de géolocalisation Global Positioning System (GPS),,. Des algorithmes calculent en temps réel la position du drone par rapport à l'avion,. Les senseurs employés pour la navigation autonome assurent une sûreté de fonctionnement en prévenant les collisions avec l'avion, le personnel humain et les équipements.
Les plans de vol et le nombre de drones employés dépendent du modèle d'avion à analyser. Un drone est suffisant pour un petit avion tandis que jusqu'à six drones peuvent être envisagés pour un Airbus A380. Comme les missions d'inspection sont toujours les mêmes, les trajets sont préprogrammés dans un logiciel embarqué sur une tablette tactile. L'opérateur humain n'a pas besoin de piloter. Il lui suffit de lancer la mission et les drones naviguent de manière autonome autour de la carlingue,. Ils peuvent évoluer à un mètre de distance par rapport au fuselage.

### Inspection visuelle

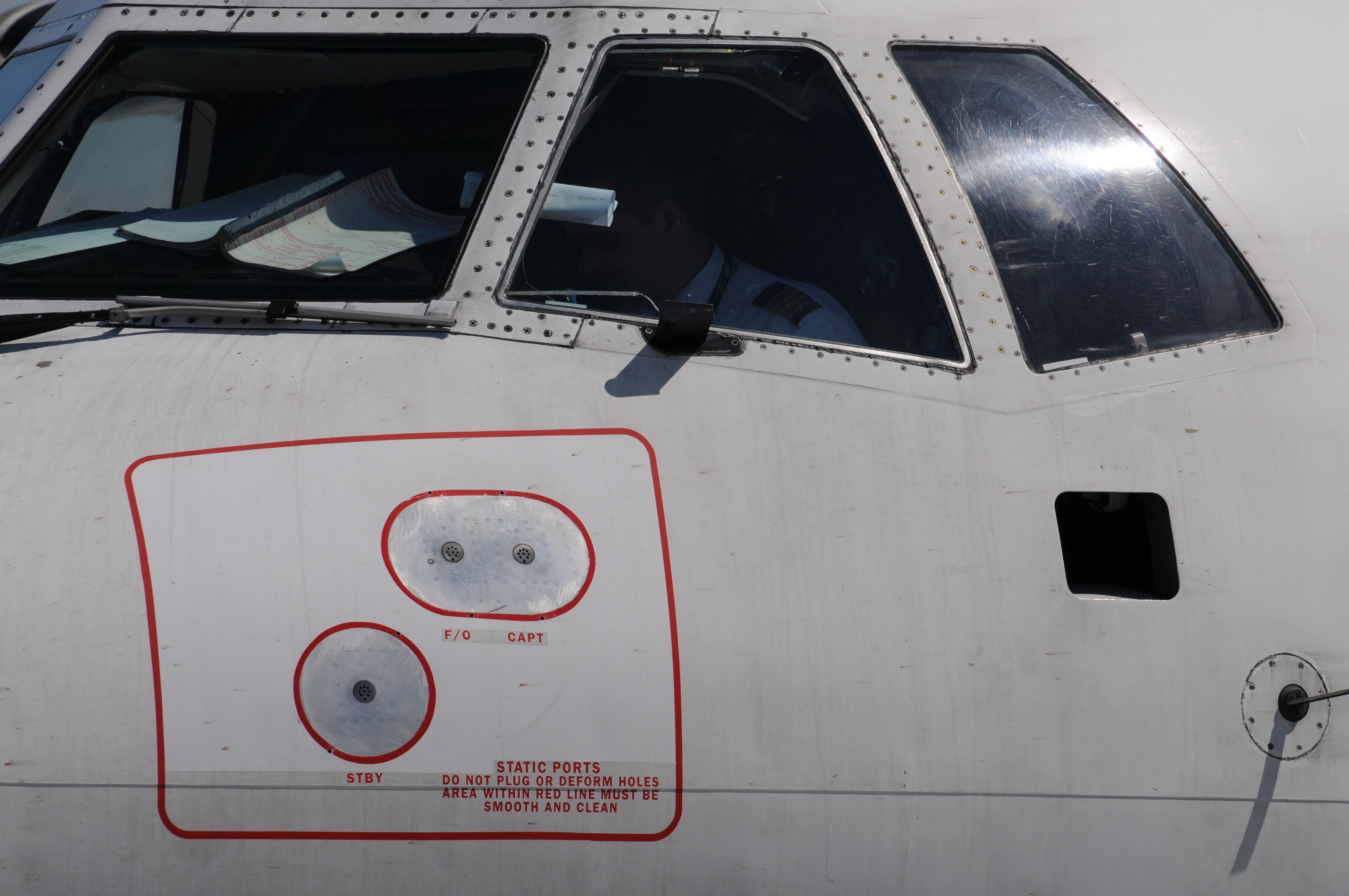
Des algorithmes de traitement d'images permettent de vérifier les marquages réglementaires.

Les caméras haute résolution montées sur les drones photographient la surface de l'appareil. Des algorithmes de traitement d'images effectuent une première étape de détection de zones d'intérêt sur le fuselage. Une deuxième étape de classification est ensuite menée. afin de catégoriser des défauts (impact de foudre, fuite d'huile, éraflure, irrégularité de texture, ...) et des éléments classiques de l'appareil (rivet, tube de pitot, ...). L'algorithme de reconnaissance se base sur un apprentissage automatique à partir des bases de données annotées de précédents vols,,.
L'efficacité des algorithmes d'apprentissage profond dépend de la représentativité et de la quantité d'exemples dans chaque classe. Les bases de données souffrent du fait qu'il n'y a qu'un petit nombre de défauts par rapport à l'énorme quantité d'éléments normaux présents sur un avion. Les défauts sont cependant les objets les plus critiques à classer. Pour surmonter cette difficulté, Donecle a fait des recherches pour étendre les annotations d'images, en utilisant des techniques classiques de traitement d'images et des réseaux antagonistes génératifs. D'autres alternatives également envisagées incluent l'apprentissage en une seule opération, qui permet d'apprendre des informations sur les catégories d'objets à partir d'une seule image ou d'un petit nombre d'images d'apprentissage.
Les diagnostics sont fournis en temps réel,. Les applications sont la détection des défauts et le contrôle qualité des marquages réglementaires,. En fin de mission, un rapport de dommages est envoyé sur la tablette tactile avec chaque zone d'intérêt et sa classification proposée. L'algorithme renvoie un taux de confiance sur son diagnostic. Un inspecteur qualifié regarde les images et valide ou réfute ce diagnostic,.